# Zombie Hôtel
Zombie Hôtel est une série télévisée d'animation française en 26 épisodes de 26 minutes, créée par Jan Van Rijsselberge, produite par Alphanim et diffusée à partir du 24 octobre 2005 sur France 3 dans l'émission France Truc, puis rediffusée sur Canal J et Gulli.
Au Québec, elle a été diffusée à partir du 15 septembre 2007 à Télé-Québec.

## Synopsis
Cette série met en scène les mésaventures de deux enfants morts-vivants, Blême et sa sœur Pâlotte. Leurs parents, Rictus et Funérelle Zombie, tiennent un hôtel déglingué destiné aux fantômes, vampires et autres créatures étranges. Les deux enfants ont également un ami humain, Sam, qui trouve plutôt amusante cette famille hors norme.

## Fiche technique
- Bible littéraire de la série : Catherine Cuenca et Patrick Régnard
- Auteur/Adaptateur (VF) : Gilles Coiffard (12 épisodes)

## Voix
- Marie Diot	: Palotte, Fédora, Melle Justine
- Hélène Bizot : Blême
- Gwenaëlle Julien : Sam
- Patrick Noérie : Rictus
- Florence Dumortier : Funérelle
- Emmanuel Gradi : Flajo
- Patrick Pellegrin : le Chef Cuistot, Tut la momie
- Frédéric Cerdal : Oncle Von

 Source et légende : version française (VF) sur RS Doublage

## Épisodes
1. Rentrée des classes
2. Agence des cœurs Zombie
3. Fantôme en fuite
4. Pour l'honneur des Zombie
5. Affreux Jojo
6. Zombie à tout prix
7. Votez Zombie !
8. La Colo du bonheur
9. L'habit ne fait pas le Zombie
10. C'est pas juste !
11. Concerto en Zombie mineur
12. Tel est pris qui croquemitaine
13. Mode à mort
14. Un si mignon triton
15. Cuistot de choc et toque de choix
16. La Malédiction des Zombie
17. Inspecteur Blême
18. Momie or not momie
19. Zombie movie
20. Vrai ou Von
21. La Nurse ou la vie
22. Sorcière au vert
23. La Fin des asticots
24. Le Meilleur ami du Zombie
25. Câlin sans fin
26. Furieux François